# Canadá en los Juegos Paralímpicos de Örnsköldsvik 1976
Canadá estuvo representado en los Juegos Paralímpicos de Örnsköldsvik 1976 por seis deportistas, cinco hombres y una mujer.

## Medallistas
El equipo paralímpico canadiense obtuvo las siguientes medallas:
| Nombre       | Deporte        | Evento                           |
| ------------ | -------------- | -------------------------------- |
| Oro          |                |                                  |
| John Gow     | Esquí alpino   | Eslalon IV A masculino           |
| Lorna Manzer | Esquí de fondo | 5 km distancia corta II femenino |
| Plata        |                |                                  |
| —            |                |                                  |
| Bronce       |                |                                  |
| Lorna Manzer | Esquí alpino   | Eslalon II femenino              |
| Lorna Manzer | Esquí alpino   | Eslalon gigante II femenino      |